# Krista Marie Yu

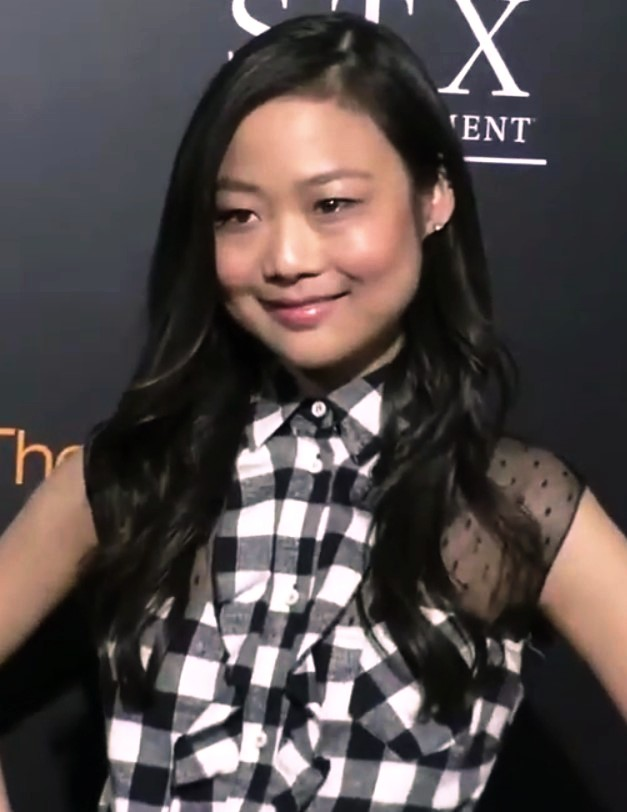
Krista Marie Yu, 2016

Krista Marie Yu (* 25. Oktober 1988) ist eine US-amerikanische Schauspielerin, die vor allem durch ihre Rollen im Fernsehen bekannt geworden ist. Sie spielte die Hauptrolle der Molly Park in der ABC -Familiensitcom Dr. Ken. Im August 2018 wurde bekannt gegeben, dass Yu die wiederkehrende Rolle der Jen in Last Man Standing von Fox spielen wird. Am 18. Januar 2019 gab Fox bekannt, dass Yu zur regulären Seriendarstellerin befördert wurde. Zuletzt spielte Krista Marie Yu Elaine Kim in Reboot von Hulu.

## Leben
Yu wurde am 25. Oktober 1988 in Alameda, Kalifornien geboren. Sie ist eine Amerikanerin chinesischer Abstammung in der fünften Generation. Yu begann im Alter von drei Jahren mit dem Ballettunterricht.
Yu schloss ihr Studium an der Carnegie Mellon University im Jahr 2001 mit einem BFA in Schauspiel ab.

## Karriere
Yu ist Schauspielerin und trat unter anderem in Fernsehsendungen wie Die Thundermans, Switched at Birth und Agent Carter auf.  Sie spielte auch eine Hauptrolle in der Corridor Digital- Webserie/dem YouTube-Film Sync und trat in der WongFu Productions -Webserie Just Another Nice Guy auf.
Im Jahr 2015 schloss sich Yu der Besetzung von Dr. Ken an, einer Sitcom, die von der Zeit des Serienhauptdarstellers Ken Jeong als Arzt inspiriert wurde. In der Sitcom spielte sie Kens Tochter Molly.
Im Januar 2019 wurde Yu zum Serien-Stammgast in der Fernseh-Sitcom Last Man Standing befördert und spielte die Rolle der Austauschstudentin Jen.
Im Jahr 2022 buchte Yu Hulus Reboot, zusammen mit Keegan-Michael Key, Judy Greer, Rachel Bloom, Johnny Knoxville, Paul Reiser und Calum Worthy. Die Show erhielt eine Critic's-Choice-Nominierung für die beste Comedyserie.

## Filmografie

### Filme
- 2015: Liebe die Coopers – Lily, die Floristin
- 2010: Death to Romance – Hot Woman #2 (Kurzfilm)
- 2002: Das Theater von Martin Lim – Krista (Kurzfilm)

### Fernsehen
- 2022: Reboot – Elaine Kim (Hauptdarsteller)
- 2021: Carmen Sandiego (Fernsehserie) – Xifeng (Folge: „Der Pekinger Goldbarren-Fall“)
- 2018–2021: Last Man Standing – Jen (Hauptdarstellerin)
- 2017: Just Another Nice Guy (TV-Miniserie) – Julia (Hauptdarsteller)
- 2015–2017: Dr. Ken – Molly (Hauptdarsteller)
- 2015: Hand Gottes – Courtney (Folge: „Deine innere Stimme“)
- 2015: Agent Carter – Edith Oberon (Folge: „Eine Sünde zu irren“)
- 2013–2015: Die Thundermans – Ashley (3 Folgen)
- 2013: Die Mitte – Maya (Folge: „Hallelujah Hoedown“)
- 2013: Cougar Town – Girl (2 Folgen)
- 2013: Switched at Birth – Colette (Folge: „Mutter und Kind getrennt“)
- 2012: Ich bin kein DJ (Fernsehfilm) – Übersetzer
- 2012: Parenthood – Kellnerin (Folge: „Familienporträt“)

- 2012: Ich bin kein DJ (Fernsehfilm) – Übersetzer
- 2012: Parenthood – Kellnerin (Folge: „Familienporträt“)